# Renato Petronio
Renato Petronio (Pirano, 4 febbraio 1891 – Portogruaro, 9 aprile 1976) è stato un canottiere italiano, medaglia d'oro nella gara di quattro con nel Canottaggio ai Giochi olimpici di Amsterdam 1928, era il timoniere dell'armo azzurro.

## Biografia
Il 20 settembre 1925 fondò la Società Nautica Giacinto Pullino di Isola d'Istria della quale, oltre che presidente, fu anche segretario, cassiere e allenatore. Con i giovanissimi vogatori Valerio Perentin, Giliante D'Este, Nicolò Vittori e Giovanni Delise formò l'equipaggio del quattro con, in cui lo stesso Petronio assunse il ruolo di timoniere, che partecipò ai Giochi Olimpici di Amsterdam 1928 vincendo la medaglia d'oro.
Dal 1934 fu commissario tecnico della nazionale italiana di canottaggio.

## Palmarès
| Anno | Manifestazione  | Sede      | Evento      | Risultato |
| ---- | --------------- | --------- | ----------- | --------- |
| 1928 | Giochi olimpici | Amsterdam | Quattro con | Oro       |